# 福山のくわい
福山のくわい（ふくやまのくわい）は、広島県福山市で生産されているクワイ。福山市農業協同組合が管理する地域団体商標（第5385225号）。地理的表示 (GI) 保護制度登録（第97号）。双方ともに登録名は平仮名。
今の福山市千田町の沼地にて自生していた物を明治頃福山城の堀に植えたのが栽培の始まりと言われている。
2020年時点で出荷組合の農家64戸、栽培面積約17ha 。11月中旬から年末にかけて出荷され、主におせち料理向けてに生産されている。生産量全国一位で、流通量の6割を占めている。市場関係者から「高品質の維持と長年にわたる安定した供給により他の産地を寄せつけない人気商品である。厳しく選果選別していることにより、グレードに応じた販路が定着している。」という評価を受けている。

## 定義
地域団体商標登録における指定商品は以下の通り。
GI登録における特定農林水産物等の生産の方法は以下の通り。

## 沿革

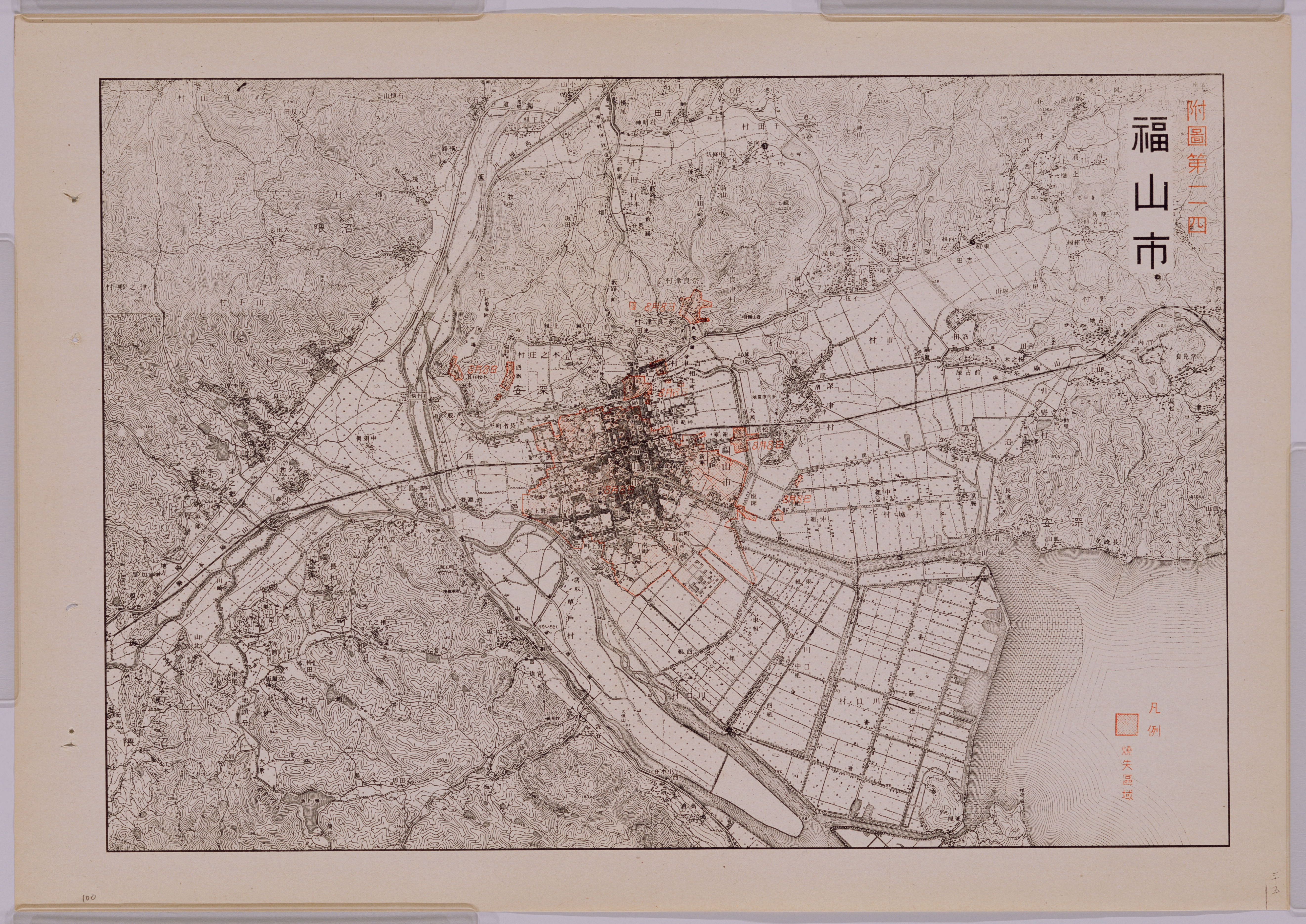
1945年作成『戦災概況図』。地図上端が千田、中央が福山城下で現在の福山市中心部。城の堀の水は城の左上の本庄から取水し（福山旧水道も参照）、そこから用水路にも流れていった。

福山でのクワイ栽培は、千田町の沼地に自生していたものを1902年（明治35年）ごろ福山城周辺の堀に持っていって栽培が始まったとされている。
明治維新以降、城の堀はレンコン畑として利用されていたが頓挫し、代わってクワイが植えられたとする話もある。城の堀は土地が新しく肥沃であったため良質なクワイが育ち、その出来を見て本格的に栽培が進んだ。また栽培が盛んになった地理的背景は以下の通り。
- 気候は瀬戸内海式気候であり、温暖な気候と日照量の多さがクワイ栽培に向いている[7]。
- 福山城下は芦田川下流の低湿地帯に城を築くにあたり整備された地であり、その南は干拓によって整備された。城の堀や田畑への用水は芦田川の川水を引いており、新田開発に合わせて用水路も広い範囲で網目状に整備された。これが、湛水状態での栽培・収穫時・収穫後の泥落としと大量に水が必要なクワイ生産に適した環境であった[7]。
- この地では古くからイグサ栽培が盛んであり（備後表）、イグサを収穫した後作としてクワイ栽培が始まった[4]。

太平洋戦争中は栽培は途絶えていた。昭和30年代高度経済成長に入り、デパートなどで重箱詰めのおせち料理の販売量が増え、そこで縁起物としてクワイを食べる習慣が全国に広まった。需要拡大に加えて稲作からの転作としてクワイ栽培が着目され、城の南東側、川口町・新涯町・曙町を中心に栽培範囲が広がっていった。
この時期の生産量全国一位は埼玉だったが、首都圏拡大の中で宅地開発により栽培面積が減少していった。福山では1967年（昭和42年）福山くわい出荷組合を設立、川口に集積場が設けられ共同出荷体制が確立し、市場に向けて信頼度を高める努力に務めたことで、1995年（平成7年）から福山での生産量が全国一位となった。
近年、食生活の変化などによりクワイの需要が減り、それに伴い生産量が減少している。これに対して産地として維持する取り組みを行っている。2011年地域団体商標登録、2020年GI登録。

## 文化
くわいちゃん
福山市環境部の環境イメージキャラクター（ゆるきゃら）。
2008年、環境啓蒙の一環として福山市にちなんだキャラクターを一般公募し、196作品の中から最優秀賞「エコロン」に決まった。それを元にしてイメージキャラクター「くわいちゃん」が制作された。

## 参考資料
- “地理的表示保護制度(GI)登録の公示(登録番号第97号)”.   農林水産省 (2020年6月29日). 2021年3月17日閲覧。